# Varvara Brailko
Varvara Brailko (* 11. Juni 2002 in Riga) ist eine lettische Beachvolleyballspielerin. Sie ist amtierende lettische Meisterin (Stand: Januar 2025) und gewann diesen Titel 2024 zum zweiten Mal in Folge.

## Karriere

### Jugend und Junioren
Mit ihrer Partnerin Anete Namiķe erreichte die aus Riga stammende Athletin 2018 das Achtelfinale der U20-Europameisterschaft. Dieses Ergebnis konnten die beiden Lettinnen 2019 sowohl bei den U20 als auch bei den U22 Titelkämpfen bestätigen, bei den Meisterschaften der unter Achtzehnjährigen ging es sogar bis ins Viertelfinale. Die erfolgreichste Saison in ihrer Juniorinnenkarriere gelang ihnen eine weitere Spielzeit später mit der Wiederholung des Einzugs in die Runde der besten acht Teams bei den älteren Jahrgängen und mit dem Titelgewinn der U20-EM im tschechischen Brno. 2021 standen sie im Halbfinale sowohl bei den Welttitelkämpfen der unter Einundzwanzigjährigen als auch bei den Europawettbewerben für die bis zu einem Jahr älteren Sportlerinnen. Dazu kam der Viertelfinaleinzug bei der U20-Europameisterschaft und die Runde der letzten sechzehn bei den besten Athletinnen der Welt im U19-Bereich. Eine Saison später erreichten die beiden Sportlerinnen ein weiteres Mal das Viertelfinale bei den U22 Meisterschaften.

### Erwachsene
2018 wurden Varvara Brailko und Anete Namiķe Dritte bei den lettischen Meisterschaften. Ein Spieljahr später standen sie im Finale der gleichen Veranstaltung und gewannen zwei weitere nationale Events. Im Jahr ihres größten Triumphes bei den Jungjahrgängen starteten sie auch bei den Europameisterschaften der Erwachsenen in Jūrmala, konnten dort jedoch keinen Satz gewinnen. 2021 trat Brailko zum ersten Mal mit Deniela Konstantinova an und stand mit ihr im Endspiel eines nationalen Turniers. Im folgenden Jahr konnten die beiden dieses Ergebnis mit einem Sieg im Juni und einer weiteren Finalteilnahme im Juli noch verbessern. Danach erkämpften Namiķe und Brailko gemeinsam mit Tina und Anastasija  als lettische Nationalmannschaft beim CEV Beachvolleyball Nations Cup 2022 Bronze, nachdem sie im kleinen Finale Gastgeber Österreich besiegt hatten. Bei den folgenden Landesmeisterschaften im August gewannen Namiķe und Līva Ēbere in drei Sätzen gegen die an Nummer eins gesetzten Brailko und Konstantinova, die in der folgenden Saison nur noch ein einziges Mal gemeinsam an einem Event teilnahmen. Im August wurden sie zum ersten Mal lettische Meisterinnen. Den Titel konnte Brailko 2024 mit Krista Paegle verteidigen.